# Schweizer Fussballmeisterschaft 1898/99
Die zweite Schweizer Fussballmeisterschaft fand 1898/1899 statt. Es war die erste Meisterschaft, bei der die Schweizerische Football-Association (ab 1913: SFV) offiziell einen Meistertitel vergab, da die vorjährige Meisterschaft, bei dem es um den Ruinart-Cup ging, als inoffiziell gilt. Meister wurde der Anglo-American Club Zürich, ein Club, dessen Spieler vorwiegend aus angelsächsischen Studenten des Eidgenössischen Polytechnikums bestand.

## Modus
Die Serie A wurde in drei regionale Gruppen eingeteilt. Der Sieger jeder Gruppe qualifizierte sich für die Finalspiele. Spiele, die keine Auswirkungen auf den weiteren Meisterschaftsverlauf hatten, wurden nicht ausgetragen. Nach einem Unentschieden musste ein Wiederholungsspiel entscheiden.

## Serie A

### Gruppe Ost
Der Anglo-American Club Zürich bezwang GCZ im Wiederholungsspiel mit 2:1, nachdem die vorgängige Begegnung unentschieden aus ging.
|                            | Ergebnis |                         |
| -------------------------- | -------- | ----------------------- |
| Anglo-American Club Zürich | 3:3      | Grasshopper Club Zürich |
| Anglo-American Club Zürich | 2:1      | Grasshopper Club Zürich |
| Anglo-American Club Zürich | 5:0      | FC Zürich               |

### Gruppe Zentral
Da nur der FC Basel und der FC Old Boys in dieser Gruppe teilnahmen, wurde nur eine Direktbegegnung geplant. Diese Begegnung fand am 13. November 1898 auf dem Basler Landhof statt. Da die Partie 1:1 endete und es somit keinen Sieger gab, musste das Spiel wiederholt werden.
| Datum             |                | Ergebnis |          | Stadion        |
| ----------------- | -------------- | -------- | -------- | -------------- |
| 13. November 1898 | Old Boys Basel | 1:1      | FC Basel | Landhof, Basel |

Am 18. Dezember 1898 kam es zum Wiederholungsspiel. Diese endete 2:2. Die Kapitäne der Mannschaften einigten sich auf eine 20-minütige Verlängerung, die torlos endete. Anschliessend legte Old Boys Protest beim Verband ein: Ein Tor des FC Basels sei mit der Hand erzielt worden. Der Protest wurde gutgeheissen und das strittige Tor abgezogen, wodurch der Endstand 2:1 zustande kam.
| Datum             |                | Ergebnis |          |
| ----------------- | -------------- | -------- | -------- |
| 18. Dezember 1898 | Old Boys Basel | 2:1      | FC Basel |

### Gruppe West
|                                    | Ergebnis |               |
| ---------------------------------- | -------- | ------------- |
| FC Yverdon                         | 2:0      | FC Neuchâtel  |
| Lausanne Football and Cricket Club | 4:0      | Geneva United |
| Lausanne Football and Cricket Club | 6:2      | FC Yverdon    |

### Finalspiele
Die erste Austragung zwischen Old Boys und Lausanne Football and Cricket Club vom 5. März 1899 auf dem Beundenfeld in Bern fand nicht statt, da die mehrheitlich englischen Spieler des Lausanner Vereins sich weigerten, an einem Sonntag zu spielen. Am 12. März 1899 wurde die Meisterschaft durch einen 7:0-Sieg der Anglo-American Clubs über die Old Boys entschieden. Es ist der erste und letzte Meistertitel des Anglo-American Clubs. Die Mannschaft bestand vorwiegend aus angelsächsischen Studenten des Eidgenössischen Polytechnikums. Das Team bestand aus Smith; Sharmen, Engelke; Forgan, Butler, Cotton; Morris, Lewinstein, Collinson, Gandolfi, Bachelor.
| Datum         |                            | Ergebnis |                                    | Stadion |
| ------------- | -------------------------- | -------- | ---------------------------------- | ------- |
| 5. März 1899  | Old Boys Basel             | 1        | Lausanne Football and Cricket Club | Bern    |
| 12. März 1899 | Anglo-American Club Zürich | 7:0      | Old Boys Basel                     | Zürich  |

## Serie B (Ruinart-Pokal)
Anlässlich der Schweizer Fussballmeisterschaft 1897/98 wurde der von der Reimser Firma Ruinart père et fils gestiftete Pokal Grasshopper Club Zürich vergeben. In diesem Jahr wurde der Pokal Cantonal Lausanne vergeben, das die Entscheidungsspiele gegen den FC Bern und die Vereinigte FC St. Gallen gewann.
Das Schweizer Sportblatt vom 11. April 1899 berichtet davon, dass der Cantonal FC Lausanne die Serie B bzw. die II. Serie in einem «langweiligen» Match gegen den FC St. Gallen gewann. Die beiden St. Galler Tore wurden durch schöne Dribblings vom rechten Flügel erreicht. Schiedsrichter war M. Hedinger von den Old Boys Basel.

### Gruppenzuteilung
Die Serie B wurde in drei Gruppen ausgetragen:
- Gruppe Ost: Vereinigte FC St. Gallen (Gruppensieger), FC Winterthur FC Zürich II, Grasshopper Club Zürich II
- Gruppe Zentral: FC Basel, FC Bern (Gruppensieger), Old Boys Basel II
- Gruppe West: FC Genève (zurückgezogen), Geneva United II, Cantonal Lausanne (Gruppensieger), FC Montreux, FC Neuchâtel II

Mit Cantonal Lausanne, dem Sieger der Gruppe West, nahm auch ein Nichtmitglied des SAFV an der Meisterschaft teil.

### Gruppe Ost
| Datum             |                            | Ergebnis  |                            | Stadion                  |
| ----------------- | -------------------------- | --------- | -------------------------- | ------------------------ |
| 27. November 1898 | Vereinigte FC St. Gallen   | 9:1 (3:1) | FC Winterthur              | Kreuzbleiche, St. Gallen |
| 4. Dezember 1898  | Grasshopper Club Zürich II | 2:1       | FC Zürich II               | Allmend, Zürich          |
| 19. Februar 1899  | Vereinigte FC St. Gallen   | 2:0       | Grasshopper Club Zürich II |                          |

### Gruppe Zentral
| Datum             |         | Ergebnis |                   |
| ----------------- | ------- | -------- | ----------------- |
| 27. November 1898 | FC Bern | 6:0      | FC Basel II       |
|                   | FC Bern | 3:1      | Old Boys Basel II |

### Gruppe West
|                   | Ergebnis |                   |
| ----------------- | -------- | ----------------- |
| FC Montreux       | forfait  | FC Genève         |
| FC Montreux       |          | Cantonal Lausanne |
| FC Neuchâtel II   | 2:1      | Geneva United II  |
| Cantonal Lausanne | 5:1      | FC Neuchâtel II   |

### Finalspiele
| Datum        |                   | Ergebnis |                          | Stadion |
| ------------ | ----------------- | -------- | ------------------------ | ------- |
| 9. März 1899 | Cantonal Lausanne | 2:0      | FC Bern                  |         |
|              | Cantonal Lausanne | 3:2      | Vereinigte FC St. Gallen | Basel   |

Cantonal Lausanne ist der Sieger des Ruinart-Pokals.